# زيلينوغرادسك
زيلينوغرادسك (بالروسية: Зеленоградск) هي إحدى مدن روسيا في الكيان الفدرالي الروسي كالينينغراد أوبلاست.

## توأمة
لزيلينوغرادسك اتفاقيات توأمة مع كل من:
- كولونغسبورن
- Mrągowo [الإنجليزية]‏
- Borgholm Municipality [الإنجليزية]‏

## أعلام
- أبيل إرليخ
- يوليوس جاكوبسون